# 2003 WV188
2003 WV188, também escrito como 2003 WV188, é um objeto transnetuniano que está localizado no Cinturão de Kuiper, uma região do Sistema Solar. Este corpo celeste é classificado como um cubewano. Ele possui uma magnitude absoluta de 7,1 e tem um diâmetro estimado com 167 km.

## Descoberta
2003 WV188 foi descoberto no dia 20 de novembro de 2003 pelo astrônomo Marc W. Buie.

## Órbita
A órbita de 2003 WV188 tem uma excentricidade de 0,000 e possui um semieixo maior de 45,920 UA. O seu periélio leva o mesmo a uma distância de 45,920 UA em relação ao Sol e seu afélio a 45,920 UA.